# 卡马拉纳丹
拿督卡马拉纳丹（1965年10月18日—），马来西亚政治人物，国大党党员，于2010年补选中胜出当选为雪兰莪州乌鲁雪兰莪国会议员。2013年成功连任，并在纳吉内阁中担任教育部第二副部长，也是国大党协调员。但在2018年大选时，不敌人民公正党的廖书慧。